# Bergamasco
Pour les articles homonymes, voir Bergamasco (homonymie).
Bergamasco est une commune italienne de la province d'Alexandrie, dans la région Piémont.

## Géographie
Bergamasco se trouve entre les collines du Montferrat et la Plaine du Pô. Ce village est arrosé par le torrent Belbo.

## Histoire
De 1000, jusqu'à 1514, Bergamasco a été possedu par les Marquis de Incisa Scapaccino. Puis Guillame IX Paléologue, le marquis du Montferrat, l'a pris et détruit. Après il suivit le destin du Montferrat.

## Culture
L'église de la nativité de la Vierge, le palais du Marquis, la « Strada Franca ».

## Administration
| Période                                  | Période       | Identité                    | Étiquette               | Qualité |
| ---------------------------------------- | ------------- | --------------------------- | ----------------------- | ------- |
| avril 1945                               | juillet 1945  | Lockman Giulio              | -                       |         |
| juillet 1945                             | novembre 1945 | Barberis Giovanni (Pedaina) | -                       |         |
| novembre 1945                            | janvier 1954  | Soave Biagio                | socialistes-communistes |         |
| janvier 1954                             | novembre 1960 | Braggio Giacomo (Casté)     | gauche                  |         |
| novembre 1960                            | novembre 1964 | Braggio Giovanni (Muret)    | gauche                  |         |
| novembre 1964                            | mai 1973      | Leva Carlo                  | gauche                  |         |
| mai 1973                                 | juin 1975     | Braggio Antonio (Garden)    | gauche                  |         |
| juin 1975                                | juin 1999     | Tonello Gianluigi           | Sans étiquette          |         |
| juin 1999                                | juin 2009     | Barberis Federico (Foci)    | Sans étiquette          |         |
| juin 2009                                | En cours      | Benvenuti Gianni            | Sans étiquette          |         |
| Les données manquantes sont à compléter. |               |                             |                         |         |

### Communes limitrophes
Bruno, Carentino, Castelnuovo Belbo, Incisa Scapaccino, Oviglio